# Commelina pseudopurpurea
Commelina pseudopurpurea är en himmelsblomsväxtart som beskrevs av Robert Bruce Faden. Commelina pseudopurpurea ingår i släktet himmelsblommor, och familjen himmelsblomsväxter.
Artens utbredningsområde är Tanzania. Inga underarter finns listade.